# カンガルー肉

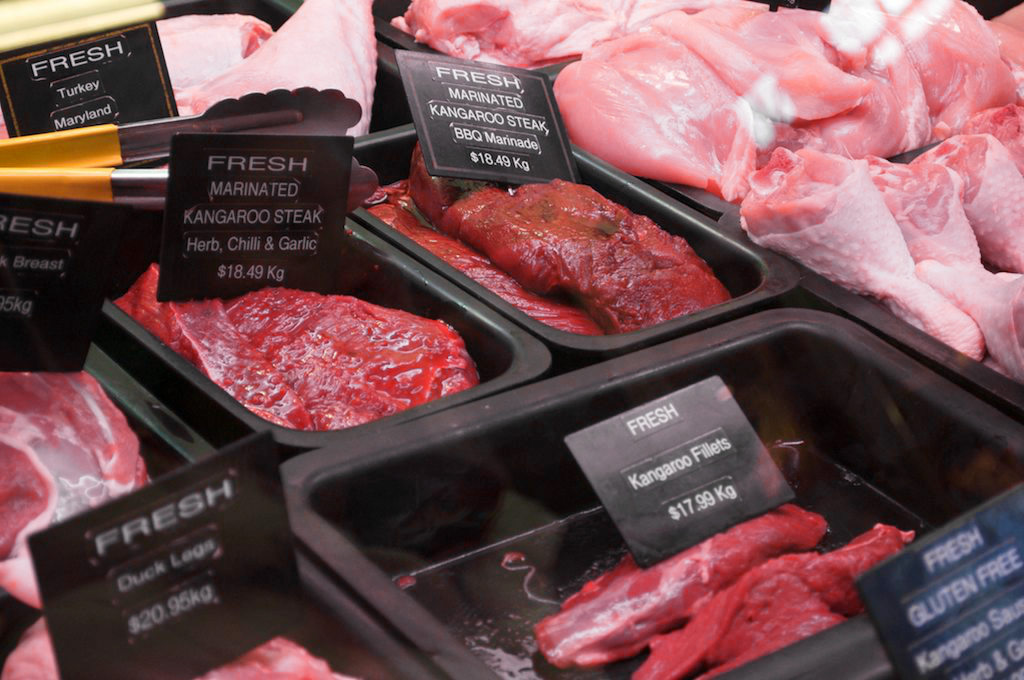
オーストラリアのメルボルンで店頭に並ぶカンガルー肉。

カンガルー肉（カンガルーにく）は、カンガルーからとれる食肉。オーストラリアで野生のカンガルーを捕獲して生産され、同国内で消費されるほか多くの国に輸出されている。

## 生産
カンガルー肉は、すべて野生のカンガルーを捕獲して生産されている。古くはアボリジニの食糧として捕獲されてきたが、現在はオーストラリア政府の許可を受けた狩猟者によって商業的な捕獲が行われている。ほとんどのカンガルー科の動物は法令によって保護されているが、生息数が増加傾向にあるとされるアカカンガルーやオオカンガルーなどの一部の大型種が商業的な狩猟の対象になっている。こうした野生カンガルーの捕獲は、オーストラリア内外の野生動物保護活動家から非難されている反面、オーストラリア国内の多くの自然保護団体では、後述するようにカンガルーの利用自体には賛同しているものもある（是非の議論の詳細は#カンガルー肉を巡る問題で後述）。
オーストラリアでは、カンガルーは連邦政府と州政府の2重の規制によって保護されている。捕獲は、免許を受けた狩猟者により、厳格な規定に基づいて行われている。カンガルー肉の輸出には、オーストラリアの検疫当局（en:Australian Quarantine and Inspection Service, AQIS）による検査が行われている。
オーストラリア政府は、政府機関による生息数調査を実施し、カンガルーの捕獲頭数に年間の規制枠を定めている。これによると生息数は3500万頭以上と言われる。2002年までオーストラリア政府は毎年550万頭の捕獲を許可していたが、2002年には700万頭に許可頭数を増やした。その後、2007年の捕獲許可枠は350万頭を越える程度に減少している。
野生のカンガルーを狩猟するのではなく、飼育して利用することを主張する者もある。2008年現在の推定生息数を3400万頭としたうえで、2020年までに2億4000万頭に繁殖させることが可能だという研究も発表されている。しかしながら、カンガルー牧場の操業は初期費用がかかることや、野生カンガルー猟に比べてコスト面で劣ることから、経済的に実現は容易ではない。

## 消費

### アボリジニによる利用
カンガルー肉は、歴史的にはアボリジニと総称されるオーストラリア先住民の食糧となってきた。彼らの伝統的な食文化において、「ブッシュ・タッカー」（野生の食材）の一つとして重要な地位を占めている。
ノーザンテリトリー準州のアリススプリングスに住むアレント（en:Arrernte）族の人々は、カンガルーのことを「ケレ・アヘッレ（Kere aherre）」と呼び、次のように食用としてきたという。
カンガルーは、平原やアカシア（mulga）が生えているところで見つけられる。かつて、人々は、飼いならしたディンゴをけしかけ、槍を使ってカンガルーを仕留めていた。捕えた獲物は、腹を裂いてミルクの内臓（milk guts）が引き出され、切り口は木の焼串で閉じられる。そうしたら、焚き火にかざして表面の毛を焼いてから、地面に掘った穴に入れて熱い土と炭で覆い、蒸し焼きにする。尻尾と足は先に切り落としておき、一緒に焼く。
焼きあがったカンガルーは、皆で分けて食べる。胸腔と中殿筋から出た温かな血液と汁は一滴残らず集められ、飲み物になる。なお、こうして汁を飲んでも、特に害は無いことがわかっている。カンガルーの肉は、アレント族の特別な決まったやり方で切り分けられる。2本の太もも、2切れの尻肉、2切れの肋骨の脇の肉、腹、頭、尻尾、2本の足先、上下二分された背中の肉。

### 現代的な消費
カンガルー肉の食用はオーストラリアでは禁止されていたが、南オーストラリア州では1980年に、その他の州では1993年に解禁された。カンガルー肉はそれまでは入手困難だったが、オーストラリアでの合法化により利用が広まることになった。オーストラリアの多くのスーパーマーケットでは、様々な形でカンガルー肉が販売されており、ヒレ肉やステーキ用、挽肉、「カンガ・バンガ」と呼ばれるカンガルー肉を使ったソーセージなどが並ぶ。ただし、オーストラリア人を対象とした2008年の調査では、カンガルー肉を年に4回以上食べる人は、14.5%にとどまっている。オーストラリアでの年間消費量は約4000トンである。
カンガルー肉の輸出は、1959年から行われている。2007年には、55か国以上に輸出された。2008年時点では生産量の70%以上は輸出用となっており、ドイツやフランスなどのヨーロッパ市場で消費されている、イギリスでもスーパーマーケットで販売されている。2009年には、ロシアが最大の消費国となっており、主にソーセージ原料として、カンガルー肉生産量の70%を一国で輸入していた。ただし、2008年から2009年にかけて、ロシアは後述するような輸入規制を実施し、貿易量は激減している。ヨーロッパでの年間消費量は、2008年には約1万1千トンであった。日本にも輸入されているが、2008年までの年間消費量は15-20トン程度とごく少量である。
2008年には、カンガルー肉産業は、年間250-270万オーストラリア・ドルの規模に達しており、約4000人の雇用をオーストラリアで生んでいる。
カンガルー肉は、ドッグフードの原料にも使用されている。

## 栄養と味
カンガルー肉は、家畜の肉に比べると、濃厚な風味がある。食感は柔らかい。挽肉にした場合、牛肉の挽肉と同様に調理できる。
栄養的にはタンパク質が豊富で、脂肪分が約2%と少ない。共役リノール酸（CLA）が他の食品に比べて豊富なのも特徴である。CLAは発ガン性や糖尿病を抑えるなどの健康効果があるとされており、さらには肥満やアテローム性動脈硬化症にも効果があるとされている。

## 呼称
オーストラリアでは、カンガルーのことをルー（roo）と呼び、輸入国の一つの日本でも、ルーミート（Roomeat）のブランド名で販売する業者がある。
近年、カンガルー肉業界の会合で、カンガルー肉について、豚肉に対する「ポーク」のような食材名を広めようという議論がされた。その趣旨は、食卓で動物を食べているということを意識しないで済むようにし、また、テレビドラマに出てくる「カンガルー・スキッピー」のようなかわいい動物を連想させないようにして、カンガルー肉への拒否反応を避けようというものである。
2005年に、雑誌「Food Companion International」誌上において、オーストラリア・カンガルー産業協会（Kangaroo Industry Association of Australia）の後援により、新しいカンガルー肉の呼び名の募集企画が行われた。これに対し、41か国から2700件以上の応募があった。3か月間の選考の結果、オーストラルス（australus）が2005年12月に最優秀賞に選ばれ、アメリカ系オーストラリア人1世のスティーブン・ウエスト（Steven West）教授の筆によって命名が行われた。なお、最終選考に残った他の候補には、kangarly, maroo, krou, maleen, kuja, roujoe, rooviande, jurru, ozru, marsu, kep, kangasaurus, marsupan, jumpmeat, and MOM（meat of marsupials、「有袋類の肉」のイニシャル）があった。
この企画の結果は、特にカンガルー産業協会を拘束するようなものではない。同協会は、公式には新しい呼び名の導入を進めていない。

## カンガルー肉を巡る問題
カンガルー肉の利用を巡っては、自然保護や動物愛護の視点からの批判があり、また食品安全面からの問題点が指摘されている。2008年以降に最大の消費国であったロシアが、輸入規制を実施しているほか、欧州連合（EU）も販売禁止を検討している。

### 生態系の問題
家畜の放牧の為に整備した環境で餌や水を得た、一部の大型種のカンガルーが増加しているとされる。
捕獲枠算定の基礎となるカンガルーの生息数は、厳密に把握することは困難であるが、毎年、オーストラリアの政府機関により、生息数の推計が行われている。40年近く続けられてきた調査を経て、航空機を用いた精度の高い全頭数の調査技術が構築されているという。この調査によれば、現在のオーストラリアのカンガルー生息数は、3500万頭から5000万頭と推定されている。狩猟の免許制などの管理措置もあり、絶滅につながる恐れは無いとオーストラリア政府は説明している。
オーストラリア環境協会（Ecological Society of Australia）やオーストラリア野生動物管理協会（Australasian Wildlife Management Society）、オーストラリア哺乳類協会（Australian Mammal Society）など多くのオーストラリアの自然保護団体・環境保護団体は、逆にカンガルー飼育による利用を支持している。支持者たちは、土着の動物を利用した農業体系のほうが、羊のような移入種を飼うよりも、壊れやすいオーストラリアの牧草地帯には環境保護の面で適合していると主張している。少ない餌でも育ち、本来の植生を害さないカンガルーを家畜として飼育することは、移入牧草を使った羊や牛の飼育よりも環境に優しいという考えは、広く受け入れられているという。オーストラリア政府の気候問題に関する顧問を務めるロス・ガーナー教授は、他の家畜と異なってげっぷやおならによるメタンガス排出の少ないカンガルーの利用は、地球温暖化対策のためにも推奨できると主張している。ただし、既述のようにカンガルー牧場はコスト面から実現していない。

### 動物愛護の問題
動物愛護の観点から、カンガルー狩りは残酷であるとの批判もある。近時は、後述のEUでの規制立法を求める運動として、母親カンガルー捕獲時の子カンガルーの殺害が特に問題視されている。毎年44万頭の子カンガルーが、頭を踏みつけられたり、パイプで殴られるなど残虐な方法で殺されていると主張し、非難するキャンペーンが展開されている。
これに対してオーストラリア政府やカンガルー肉業者は、カンガルーの狩猟は法律などで定められた方式に則って行われ、苦痛の少ない残酷では無いやり方であると反論している。

### 食品安全面での問題
カンガルーは基本的に放し飼いで自然の餌を食べていることから、とても安全な食品だと研究者にも言われてきた。抗生物質や食品添加物などに汚染されている危険性も少ないとされる。
ところが、2008年、ロシア政府は、オーストラリアから輸入されたカンガルー肉から抗生物質が検出されたと発表した。翌2009年にも、オーストラリア産のカンガルー肉や牛肉から大腸菌などが検出され、輸入基準を充たさなかったとしている。
EUも、動物保護団体「アニマル・リベレーション（Animal Liberation, 動物解放）」に委託してカンガルー肉の安全性などについて調査を行ったところ、衛生面の問題があるとの報告を受けた。同団体が提出した報告書『闇の中での銃撃（A Shot in the Dark）』では、大腸菌やサルモネラ菌が検出されたとしている。夜間には気温が摂氏30度になるような車の荷台に7-8時間も放置されたり、管理不十分な冷蔵庫に長期間保存されたりと、現状は衛生的に問題があるとしている。そして、食肉加工には高い衛生基準が要求されるべきもので、野外でのカンガルーの解体が基準を充たすことは不可能だと結論付けている。
しかし、カンガルー肉業者側からは、そもそも狩猟獣肉に対して工業的な家畜食肉加工と同じ水準を求めることは不合理であるとの不満もある。

### 流通規制措置
ロシア政府は、2008年の抗生物質検出を理由に、3社のカンガルー肉輸出業者からの輸入について禁止措置を発動した。さらに、翌2009年3月の大腸菌群などを理由に、18社のオーストラリアの食肉輸出業者（うち5社がカンガルー肉業者）に対して、同様の禁止措置を発動した。その結果、カンガルー肉価格は過去最高水準の1kgあたり1.3オーストラリア・ドルだったのが、70セントにまで暴落し、いくつかの工場が閉鎖に追い込まれている。食品安全は口実で、実際は政治的な理由による規制だとの反発もオーストラリアの食肉業者の間では起きている。
オーストラリアのクイーンズランド州政府は、対応措置として、カンガルー肉のトレーサビリティ確保のための個体識別タグを試験導入したと発表している。野生動物へのこの種の識別タグ利用は初めてという。
ロシアに続く形で、EUが、欧州議会でカンガルー肉の貿易規制法の制定を検討していると報じられている。EUでは、2008年には犬や猫の毛皮が貿易禁止となり、2010年にはアザラシ製品の貿易禁止法が施行されているが、これらに続く規制対象としてカンガルー肉が俎上に上がっている。衛生問題なども理由になっているが、動物愛護の観点からの市民運動が主たる動機になっているという。「44万頭のジョーイ（Joeys、赤ちゃんカンガルー）が殺されている」をキーフレーズに使い、イギリスなどの愛護活動家らを中心にしたキャンペーンが展開されている。このEUでの新たな規制の動きに、オーストラリア政府は懸念を表明している。
他方、オーストラリア政府は、ロシアに代わる新たな市場として中国への輸出を目論んでおり、2010年の上海国際博覧会を利用して普及を図ろうとしている。しかし、こうした中国への輸出を目指す動きに対しては、オーストラリア国内からも一部では批判の声が上がっている。スティーブ・アーウィンの父であるボブ・アーウィンらは、中国側に対し、「私たちはパンダを食べないから、カンガルーを食べないで」とカンガルー肉を輸入しないよう呼びかけを行っている。